# Podolžno število
Podólžno števílo je v matematiki število, ki je produkt dveh zaporednih nenegativnih celih števil n(n + 1). Vsako podolžno število za dani n je dvakrat večje od trikotniškega števila. Prva podolžna števila za n ≥ 0 so (OEIS A002378):
0, 2, 6, 12, 20, 30, 42, 56, 72, 90, 110, 132, 156, 182, 210, 240, 272, 306, 342, 380, 420, 462, 506, 552, 600, 650, 702, 756, 812, 870, 930, 992, 1056, 1122, 1190, 1260, 1332, 1406, 1482, 1560, 1640, 1722, 1806, 1892, 1980, 2070, 2162, ...
Podolžna števila lahko zapišemo tudi v obliki n2 + n. Podolžno število za n je tudi vsota prvih n sodih celih števil, kakor tudi razlika med (2n - 1)2 in n-tim središčnim šestkotniškim številom. Na primer 42 = 2 + 4 + 6 + 8 + 10 + 12.
Kakor se vidi, je 2 edino praštevilsko podolžno število. Je tudi edino podolžno število v Fibonaccijevem zaporedju.
Vrednost Möbiusove funkcije μ(x) za poljubno podolžno število lahko poleg običajnega izračuna izračunamo z množenjem μ(n) in μ(n + 1) . Če sta n ali njegovo naslednje sosednje število deljivi brez kvadrata, bo očitno tudi odgovarjajoče podolžno število. Na primer 8 in 9 sta deljivi brez kvadrata in tudi njun produkt 72. Ni pa tako očitno da, če imata n in njegovo naslednje sosednje število sodo število prafaktorjev, bo imel sodo število prafaktorjev tudi njun produkt. Na primer 8 in 9 imata sodo število prafaktorjev, kakor tudi podolžno število 72. Ni pa seveda vedno tako. Te lastnosti podolžnih števil izhajajo iz dejstva, da je Möbiusova funkcija multiplikativna in, da so zaporedna cela števila med seboj tuja.